# Boro Jovanović
Boro Jovanović (Zagabria, 21 ottobre 1939 – 19 dicembre 2023) è stato un tennista jugoslavo.

## Carriera
Nei tornei del Grande Slam ha ottenuto il suo miglior risultato raggiungendo la finale di doppio a Wimbledon nel 1962, in coppia con il connazionale Nikola Pilić.
In Coppa Davis ha disputato un totale di 65 partite, ottenendo 29 vittorie e 36 sconfitte. Per la sua dedizione nel rappresentare il proprio Paese nella competizione è stato insignito del Commitment Award.